# Eugène Ysaÿe
Pour les articles homonymes, voir Eugène et Ysaÿe.
Eugène Auguste Ysaÿe (/øʒɛn iza.i/), né le 16 juillet 1858 à Liège et mort le 12 mai 1931 à Forest (Bruxelles), est un violoniste, compositeur, organisateur de concerts, pédagogue et chef d'orchestre belge.

## Biographie
Eugène Ysaÿe naît à Liège le 16 juillet 1858 dans une famille modeste au 233 rue Sainte-Marguerite et est baptisé le lendemain dans l'église du même nom. Son grand-père Georges (1787-1851) est cloutier et violoniste amateur. Son père Nicolas (né le 12 janvier 1826 à Ans — décédé le 19 août 1905 à Arlon) est violoniste, pianiste, chef d'orchestre et compositeur. Sa sœur aînée Marie (1851-1929) est chanteuse légère ; son frère aîné Joseph (1855-1922) est violoncelliste, compositeur et directeur de l'Académie de musique d'Arlon ; son frère puîné, Théophile dit Théo (1865-1918) est pianiste et compositeur.
Eugène commence ses études de violon à l’âge de quatre ans avec son père, qui devient en 1864 chef d'orchestre au Pavillon de Flore. En octobre 1865, il entre au Conservatoire de Liège, dans la classe de Désiré Heynberg (de) (1831-1898), qu'il quitte après avoir obtenu un second prix en 1867. Il perd sa mère, Marie-Thérèse Sottiau (1831-1868), le 26 juillet 1868, alors qu'il a tout juste dix ans. Selon la légende familiale, Henri Vieuxtemps passe dans la rue et l'entend jouer ; il aurait pris alors le garçon en charge, pour qu'il réintègre le conservatoire dans la classe de Rodolphe Massart (1840-1914). À l'âge de quinze ans, il obtient son premier prix dans l'institution. Après avoir étudié en privé à Bruxelles avec Henryk Wieniawski (qui avait remplacé au Conservatoire de Bruxelles Vieuxtemps, devenu paralysé d'un bras), il reçoit une bourse pour se perfectionner dès octobre 1876 avec Vieuxtemps à Paris, ville qui devient son port d'attache jusqu'en 1879 et dans laquelle il rencontre, lors des soirées musicales organisées par son maître, de nombreux musiciens dont Anton Rubinstein.
Au printemps 1879, il joue en privé à Francfort avec Clara Schumann, puis devient dès septembre premier violon dans l'orchestre du Konzerthaus de Benjamin Bilse, à Berlin, orchestre dont sera issu, plus tard, l'Orchestre philharmonique de Berlin. Dans cette ville, il rencontre le violoniste allemand Joseph Joachim, qu'il impressionne en jouant la Fantasia appassionata de Vieuxtemps. Après avoir renoncé à son poste berlinois en novembre 1881, il entame sa première tournée en Norvège en avril 1882 et y fait la connaissance d'Edvard Grieg. Il se rend ensuite à Zurich en juillet de la même année pour participer au festival de musique organisé par Franz Liszt. Il commence sa première tournée en Russie, qui dure quatre mois, en janvier 1883 et y retrouve Anton Rubinstein. Il se réinstalle à Paris au début 1884 et fréquente le cercle des admirateurs de son compatriote liégeois César Franck qui lui dédie, à l'occasion de son mariage avec Louise Bourdau (1868-1924) le 28 septembre 1886 à Arlon, sa célèbre sonate pour violon et piano.
Il pratiqua la musique de chambre avec Hugo Becker et Ferruccio Busoni. Ensemble ils constituèrent un trio avec piano.
L'élève de Franck, Ernest Chausson, lui dédie quant à lui son Poème pour violon et orchestre et son Concert pour violon, piano et quatuor à cordes. D’autres musiciens célèbres lui dédient aussi de nombreuses œuvres, Claude Debussy son quatuor, Camille Saint-Saëns son quatuor opus 112, Gabriel Fauré son premier quintette, et de nombreux compositeurs belges (Joseph Jongen, Guillaume Lekeu, François Rasse, Victor Vreuls, etc.). Au cours de ses voyages, il attire beaucoup l’attention avec, entre autres, son interprétation du Poème de Chausson qu'il impose dans ses programmes, allant même jusqu'à refuser de jouer si les organisateurs n'incluent pas l'œuvre.
En 1889, il crée le Quatuor Ysaÿe, avec Mathieu Crickboom au second violon, tandis que le 5 janvier 1896 se déroule, au Cirque Royal à Bruxelles, la première séance des Concerts Ysaÿe, société de concerts qu'il met sur pied en la dotant d'un orchestre. Sa première tournée aux États-Unis débute en novembre 1894 au Carnegie Hall de New York. De 1886 à 1898, il est professeur au Conservatoire royal de Bruxelles. Il enseigne en privé, dans sa maison bruxelloise située au 48 de l'avenue Brugmann où deux plaques rappellent que c'est son dernier domicile, ainsi que dans ses villégiatures de Godinne puis du Zoute. Sa réputation de pédagogue s'amplifie et les violonistes accourent du monde entier pour recueillir ses conseils. Parmi eux, Mathieu Crickboom, Alfred Marchot, Nicolas Laoureux, Alfred Dubois, Irma Sèthe, Gabriel Bouillon, l'Australienne Joyce Brown, Alberto Bachmann (it), Aldo Ferraresi (en), Josef Gingold, William Primrose, Louis Persinger, André de Ribaupierre (de), Henri Verbrugghen (en), Paul Miry (ca), Nathan Milstein, Remo Bolognini (d).
De 1918 à 1922, Ysaÿe accepte le poste de chef permanent de l'orchestre symphonique de Cincinnati tout en enseignant au conservatoire de la ville.

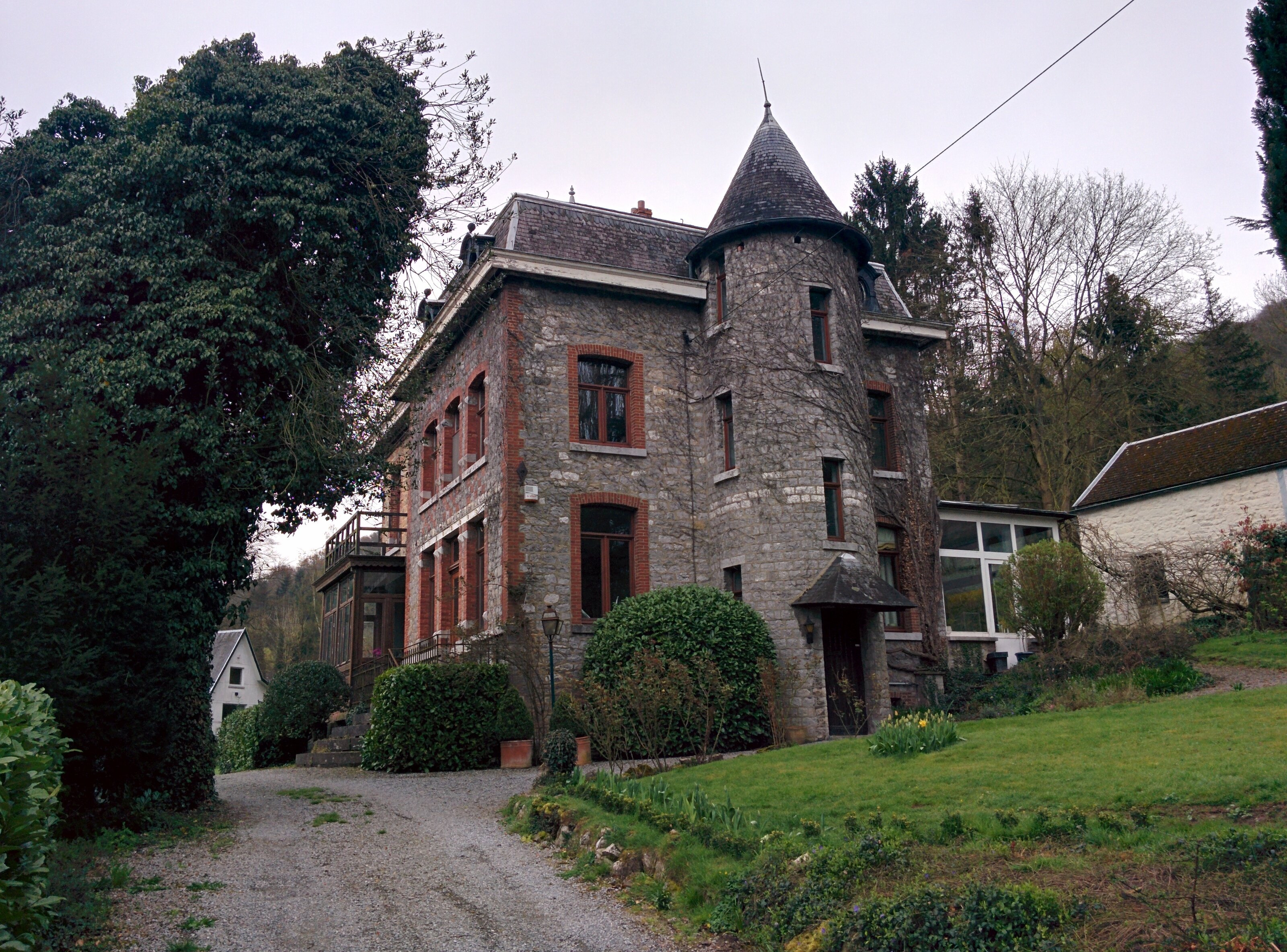
Résidence d'Eugène Ysaÿe à Godinne où il habita de 1902 à 1911.

Ses instruments personnels sont d'abord un Guadagnini puis, dès 1894, un Guarnerius del Gesù de 1740 (qui fut ensuite la propriété d'Isaac Stern). Le Stradivarius, l'Hercule, qu'il acquiert après avoir fait fortune aux États-Unis en 1895, lui fut volé au cours d'un concert à Saint-Pétersbourg en décembre 1907.

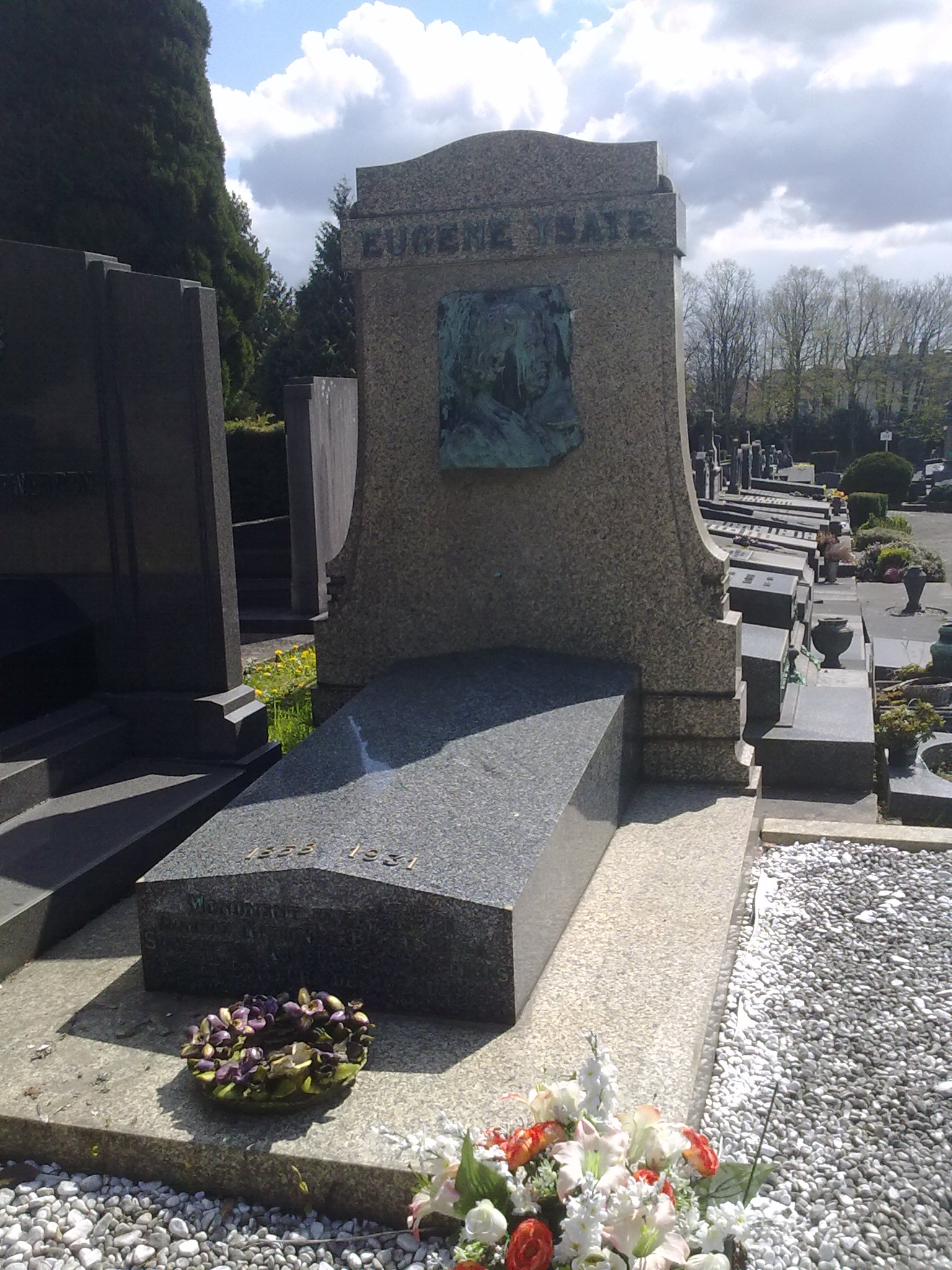
Sépulture d'Eugène Ysaÿe

Nommé « Maître de chapelle de la Cour de Belgique » par le roi Albert Ier de Belgique en 1912, il devint très tôt le conseiller musical de la Reine Élisabeth de Belgique et le concours créé par celle-ci, qui portait d’abord le nom de « Concours Ysaÿe », fut appelé en 1951 : Concours musical international Reine-Élisabeth-de-Belgique (CMIREB).
Chapelle musicale Reine Élisabeth : son origine est liée à deux fortes personnalités : la reine Élisabeth, élève d'Ysaÿe et soucieuse d'aider les jeunes talents et Eugène Ysaÿe, un des plus grands violonistes et compositeurs de son époque.
Peu avant sa mort, il put encore entendre, de son lit d'hôpital, la retransmission en direct de la création de sa dernière œuvre, un opéra en langue wallonne : Piére li houyeû. Il put même, grâce à un duplex avant-gardiste (1931) organisé par la Reine Élisabeth, s'adresser directement au public du Théâtre royal de Liège, tandis que son portrait était projeté sur un grand écran.
Eugène Ysaÿe a été choisi comme un des « Cent Wallons du siècle », par l'Institut Jules Destrée, en 1995.
Il est inhumé au cimetière d'Ixelles.

## Famille

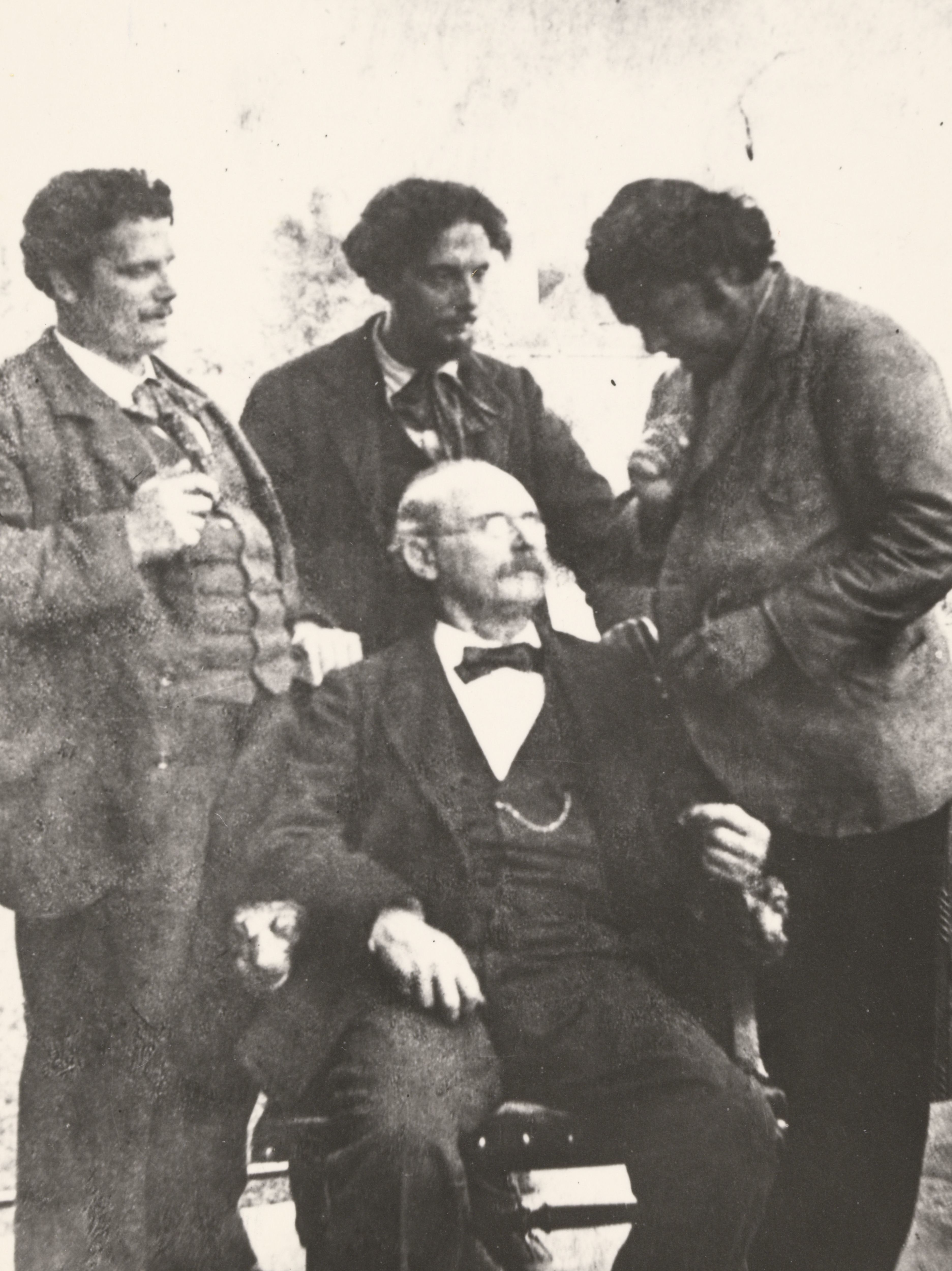
Nicolas Ysaÿe entouré de ses fils Joseph, Théo et Eugène.

- Joseph Ysaÿe, né à Liège le 19 novembre 1855 et décédé à Arlon le 21 mai 1922, frère aîné d'Eugène, est un violoncelliste, chef d'orchestre, compositeur, professeur puis directeur de l'Académie de musique d'Arlon.
- Théo Ysaÿe (né en 1865 à Verviers — décédé le 23 mars 1918 à Nice), frère d'Eugène, pianiste et compositeur, a fait ses études musicales aux conservatoires de Liège, de Berlin et de Paris. Il fut pendant quelque temps l'accompagnateur de son frère mais, de santé fragile, il ne pouvait pas suivre le rythme des tournées de concerts et s'est consacré à la composition. Il était professeur au conservatoire de Genève et nous a laissé un grand nombre de compositions peu éditées.
- Antoine Ysaÿe, un de ses fils (1894-1979) : biographe de son père ; organisateur des Concerts Ysaÿe — Conseiller technique à la SABAM — Président de la Fondation Ysaÿe.
- Serge Ysaÿe (né en 1919, décédé en 2007 à Bruxelles), docteur en médecine, petit-fils d'Eugène Ysaÿe, fils aîné d'Antoine Ysaÿe.
- Jacques Ysaÿe (né le 12 août 1922 à Ixelles - mort le 4 juillet 2017 à Uccle), chef d'orchestre à la télévision belge sous le nom de Jack Say, est le petit-fils d'Eugène. Compositeur, il remporta la « Gondole d'or » de Venise avec son Caprice Jazz pour violon et grand orchestre. Il a orchestré le 8e Concerto pour violon et orchestre à cordes de son grand-père, et Paganini Variations, notamment.
- Michel Ysaÿe (né le 2 janvier 1934 à Uccle - mort le 17 juin 2017 à La Louvière), est le troisième petit-fils d'Eugène Ysaÿe. Il s'est attelé à perpétuer la mémoire de son grand-père par l'intermédiaire des réseaux sociaux et en réunissant des documents iconographiques et autres concernant Eugène Ysaÿe dans le but de les mettre à la disposition du public.
- Marc Ysaÿe (né le 3 janvier 1954 à Ixelles), batteur du groupe rock Machiavel et directeur des programmes de Classic 21, une des radios de la RTBF, est le fils de Serge, le petit-fils d'Antoine et l'arrière-petit-fils d'Eugène.
- Christian Ysaÿe, né en juin 1957 à Ixelles[9], fils de Jacques, a été chanteur-enfant sous le nom de Kiki, puis batteur dans le groupe Blue Rock[10],[11].
- Delphine Ysaÿe alias « Delphine Pointbarre », fille de Marc Ysaÿe et arrière-arrière-petite-fille d'Eugène, est comédienne ainsi qu'animatrice radio et télé.

## Œuvres

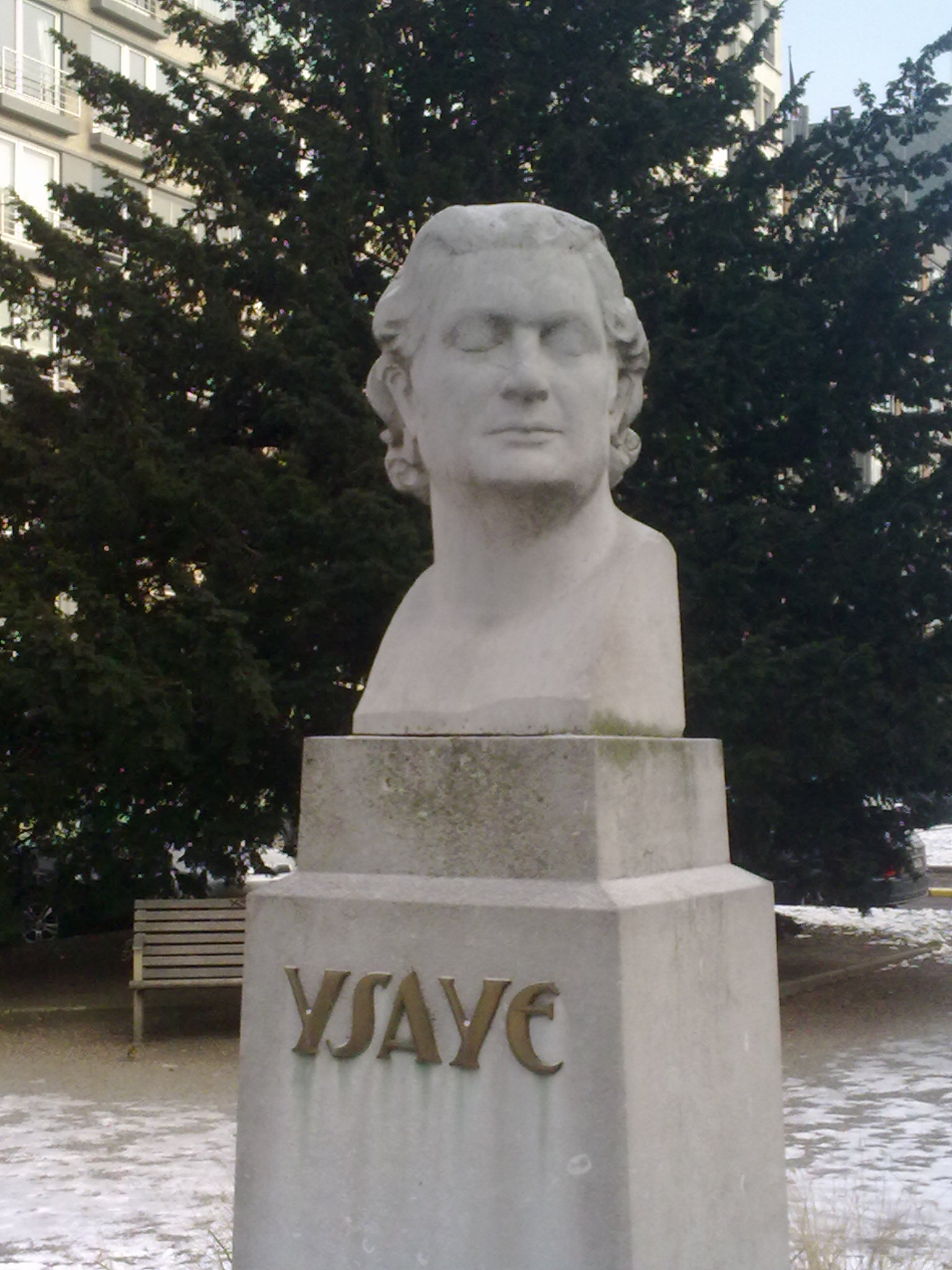
Buste d'Eugène Ysaÿe au boulevard Piercot à Liège

Classification selon le Catalogue des œuvres publié par Marie Cornaz (2019).
Violon solo
- YA1 : Étude ; composée en 1886.
- YA2 - YA7 : Six sonates pour violon seul, opus 27, composées en 1923-1924 et dédiées à six violonistes différents :
- Sonate no 1 en sol mineur : Joseph Szigeti
- Sonate no 2 en la mineur : Jacques Thibaud
- Sonate no 3 en ré mineur : Georges Enesco
- Sonate no 4 en mi mineur : Fritz Kreisler
- Sonate no 5 en sol majeur : Mathieu Crickboom
- Sonate no 6 en mi majeur : Manuel Quiroga ; à noter qu'Ysaÿe avait d'abord composé une version en do majeur redécouverte par Philippe Graffin.
- YA8 : 10 Préludes.
- YA9 : Exercices et gammes.

Violoncelle solo
- YB1 : Sonate en do mineur, opus 28 ; dédiée au violoncelliste Maurice Dambois.

Violon et piano
- YC1 : Première polonaise en mi mineur ; composée en 1881.
- YC2 : Légende norvégienne en sol mineur ; composée en 1882 et dédiée à Alexander Bull ; redécouverte en octobre 2013 par la section de la musique de la Bibliothèque royale de Belgique[13], cette pièce est recréée dans cette institution le 17 octobre 2014 par le violoniste Marc Bouchkov et le pianiste Georgiy Dubko et est ensuite enregistrée par les mêmes musiciens[14].
- YC3 : Grande valse de concert en mi bémol majeur ; composée en 1882 et dédiée à César Thomson.
- YC4 : Mazurka de concert en sol mineur ; composée en 1882 et dédiée à Arthur Guidé.
- YC5 - YC6 : Deux mazurkas de salon (Dans le lointain en sol majeur - mazurka no 2 en la mineur) dédiées à Simon Weinberg.
- YC7 : Polonaise brillante en ré majeur ; dédiée à Henryk Wieniawski.
- YC8 - YC11 : Scènes sentimentales (no 5 en ré bémol majeur ; Scène 3e en sol majeur ; Scène 3e (seul !) en la majeur ; Sérénité) ; composées en 1885.
- YC12 : Lointain passé (mazurka no 3) en si mineur, opus 11 ; dédié à Alfred Marchot.
- YC13 - YC16 : 4 Études-Poèmes (la majeur ; mi bémol mineur, dédiée en 1914 à Alexandre Birnbaum ; sol mineur, dédiée en 1914 à Louis Siegel ; sol mineur, dédiée en 1914 à Laurent Angenot et orchestrée sous le titre Petit poème romantique pour Gabriel Ysaÿe en 1920) ; composées en 1900-1901.
- YC17 : Scène au rouet en si mineur ; dédiée à son épouse Louise Bourdau.

Deux violons
- YD1 : Sonate en la mineur ; achevée en avril 1915 et dédiée à la Reine Élisabeth de Belgique qui était son élève.

Trios à cordes
- YE1 : Trio pour deux violons et alto en la mineur ; une première version est esquissée fin 1914 pour être ensuite transformée en une mouture pour deux violons (YD1) en avril 1915 ; à la suite des difficultés techniques de la Sonate, Ysaÿe reprend ses ébauches pour achever en 1916 un trio en trois mouvements, qu'il retravaille en un mouvement en 1925.
- YE2 : Premier trio de concert pour violon, alto et violoncelle en fa dièse mineur ; composé en 1927 et dédié à Léon Van Hout, il sera créé en 1964 au château de Chimay, raison pour laquelle il est baptisé « Le Chimay ».
- YE3 : Deuxième trio pour violon, alto et violoncelle en sol mineur; composé en 1927 et dédié à Émile Férir.

Quintette à cordes
- YF1 : Quintette pour deux violons, deux altos et violoncelle en si mineur ; dédié à Théo Ysaÿe.

Orchestre
- YG1 : Exil !, poème symphonique pour orchestre à cordes sans basses (quatre violons et deux altos) en fa dièse mineur ; composé en 1917 et dédié « Aux aimés disparus », opus 25.

Violon et orchestre
- YH1 - YH4 : Concertos de jeunesse (Concerto en si mineur ; Concerto en ré mineur ; Concerto en la mineur ; Concerto en mi mineur) ; composés entre 1880 et 1884.
- YH5 : Saltarelle carnavalesque en la mineur ; composée en 1882 et dédiée à son ami Théodore Lindenlaub.
- YH6 : Variations sur un thème de Paganini en la mineur ; prenant pour thème le dernier des Vingt-quatre Caprices de Paganini, elles sont dédiées à César Thomson.
- YH7 : Concerto en sol mineur ; dédié à Théodore Lindenlaub.
- YH8 : Poème concertant en sol mineur ; dédié à son élève Irma Sèthe.
- YH9 : Poème élégiaque en ré mineur, op. 12 ; d'abord composé pour violon et piano en 1892 et dédié à Gabriel Fauré, l'ouvrage est orchestré par Ysaÿe en 1904. L'autographe de la version pour violon et piano est conservé à KBR.
- YH10 : Au rouet en si mineur, op. 13 (2e Poème) ; d'abord composé pour violon et piano en 1913 en prenant pour base Scène au rouet (YC17), l'ouvrage est orchestré par Ysaÿe en 1919 et dédié à son élève Maud Delstanche.
- YH11 : Rêve d'enfant en la bémol majeur, op. 14 ; d'abord composé pour violon et piano en 1900 et dédié à son fils Antoine Ysaÿe, l'ouvrage est orchestré par Ysaÿe en 1903.
- YH12 : Caprice d'après l'Étude en forme de valse en ré majeur de Saint-Saëns ; composé fin 1900 d'après l'Étude en forme de valse en ré bémol majeur no 6, op. 52, de Saint-Saëns, l'ouvrage existe aussi une version pour violon et piano.
- YH13 : Chant d'hiver en si mineur, op. 15 (3e Poème) ; dédié à son épouse Louise Bourdau, l'ouvrage est achevé en 1901; il existe aussi une version pour violon et piano.
- YH14 : Berceuse (ou Berceuse de l'enfant pauvre) en fa mineur, opus 20 ; d'abord composée pour violon et piano en 1905, l'œuvre voit son orchestration être publiée en 1914 avec la dédicace à son élève Rosa Samuels, épouse Harris.
- YH15 : Extase en la bémol majeur, opus 21 (4e Poème) ; la version pour violon et piano est achevée en 1905 ; la version orchestrale est finalisée une première fois en 1908 et retravaillée à plusieurs reprises jusqu'en 1921 ; l'ouvrage est d'abord dédié à Hakon Schmedes puis à Mischa Elman.
- YH16 : Les Neiges d'antan en ré mineur, opus 23 ; composé en 1912 dans une version pour violon et piano sous le titre de Vieille sourdine, orchestré en 1914 puis édité dans sa version pour violon et orchestre à cordes en 1916 avec la dédicace à sa fille Carry Ysaÿe.
- YH17 : Divertimento, opus 24 ; édité dans sa version orchestrale en 1916 puis sous forme réduite pour violon et piano en 1921, avec la dédicace à son fils Gabriel Ysaÿe[15].
- YH18 : Fantaisie (2e Divertimento) en mi majeur, opus 32 ; édité dans sa version pour violon et piano en 1926 et dédié à Jeannette Dincin, qui devient sa seconde épouse l'année suivante ; l'œuvre est créée dans sa version orchestrale en 1928 par son élève Viola Mitchell; le matériel d'orchestre manuscrit est conservé à KBR.

Violoncelle et orchestre
- YI1 : Méditation en si mineur, op. 6 (6e Poème) ; d'abord composé pour violoncelle et piano en 1913 et dédié à Fernand Pollain, l'ouvrage voit son orchestration être achevée en 1919 puis reprise en 1921.
- YI2 : Sérénade en fa dièse mineur, op. 22 ; éditée dans sa version pour violoncelle et piano en 1921 et dédiée à son fils Antoine Ysaÿe.

Deux violons et orchestre
- YJ1 : Concerto en do mineur ; composé en 1901 ; ne subsiste que la version pour deux violons et piano.
- YJ2 : Amitié en la majeur, op. 26 (5e Poème) ; composé d'abord pour deux violons et piano sous le titre d'Humilité en 1914, l'ouvrage porte ensuite le titre Amitié dès 1924 et est orchestré en 1926 ; dédié à Raoul Pugno puis à Théodore Lindenlaub.

Violon, violoncelle et orchestre
- YK1 : Poème nocturne en mi majeur, opus 29 ; composé d'abord pour violon, violoncelle et piano en 1914 et dédié au violoniste Albert Zimmer et au violoncelliste Jacques Gaillard, l'ouvrage est orchestré en 1926, comme en témoigne la conductrice autographe acquise par la Fondation Roi Baudouin et déposé à KBR.

Quatuor à cordes et orchestre
- YL1 : Harmonies du soir en la bémol majeur, opus 31 ; achevé en 1924 et dédié à la Reine Élisabeth de Belgique, l'ouvrage est créé dans sa version pour quatuor à cordes et piano au Palais royal à Laeken en décembre 1925.

Voix et piano
- YM1 : Le Jour de fête en mi bémol majeur ; composé en 1879.
- YM2 : Si vous saviez en fa mineur ; sur le poème Prière de Sully Prudhomme, composé en 1882.
- YM3 : Conseil en mi mineur ; sur le poème Conseil de Sully Prudhomme, composé en 1882.
- YM4 : Automnale vertu en fa dièse mineur ; composé en 1892.

Chœur avec ou sans accompagnement
- YN1 : Pangue lingua pour chœur à quatre voix et orgue en fa majeur ; composé en 1900.
- YN2 : Alléluia pour l'Assomption de la Vierge pour chœur à quatre voix et orgue en mi bémol majeur ; composé en 1901.
- YN3 : Cinq chœurs wallons.

Opéra
- YO1 : Piére li Houyeû pour soprano, ténor, baryton, chœur et orchestre ; opéra en wallon liégeois créé à Liège le 4 mars 1931 et dédié à la Reine Élisabeth de Belgique.

Voix et orchestre
- YP1 : Paraphrase sur un thème de Mendelssohn en mi bémol majeur, opus 30, composée en 1919 par Ysaÿe sur un poème de sa plume, en utilisant le thème du second mouvement, Canzonetta allegretto, du Quatuor en mi bémol majeur opus 12 de Mendelssohn. La création de l'oeuvre est programmée au dernier moment par Ysaÿe le 6 mai 1920 dans le cadre du May Festival de Cincinnati. Le compositeur y dirige le Cincinnati Symphony Orchestra, la soliste étant Margarete Matzenauer. Si la bibliothèque du Conservatoire de Liège conserve la conductrice autographe de 1919, KBR possède les parties d'orchestre manuscrites ayant servi à la création en 1920, sur lesquelles le compositeur modifie encore certains passages.
- Ouverture sur des thèmes d'Atala pour orchestre et chœur, achevée en 1919 à Fort Thomas en hommage à son jeune frère Théo Ysaÿe décédé un an plus tôt, en prenant pour base la cantate Atala écrite entre juillet 1891 et janvier 1892 par ce dernier sur un poème du Belge Jules Sauvenière (1855-1921) et dédiée à Eugène[16]. Cette œuvre est créée à Cincinnati par le Cincinnati Symphony Orchestra dirigé par le compositeur le 6 mai 1920, et donnée pour la première fois en Europe le 15 février 2024 à Bozar par le Belgian National Orchestra sous la direction du chef néerlandais  Jac van Steen. La conductrice autographe et le matériel d’orchestre, retrouvés dans les archives de Bozar début 2023 et déposés à KBR en avril de la même année, sont complets mis à part quelques syllabes du chœur final, qui, en l’absence d'autres sources, ont été complétées, dans l’esprit de l’œuvre, pour la création européenne[17].

Eugène Ysaÿe réalise également des arrangements d'œuvres de compositeurs tels que Pierre Rode, Antonio Vivaldi, Jean-Philippe Rameau ou encore Frédéric Chopin. De ce dernier, il arrange pour violon et piano, huit valses ainsi que la Berceuse no 1. Il est aussi l'auteur de cadences, notamment pour le Concerto en ré majeur de Beethoven, le Concerto no 3, K. 216, de Mozart, le Concerto en ré majeur de Brahms et le Concerto no 5 de Vieuxtemps.

## Fonds Eugène Ysaÿe
Constitué à partir de plusieurs dons de la famille entre 2007 et 2019 ainsi que d'achats antérieurs s'étalant sur un peu moins de quatre décennies, le fonds Eugène Ysaÿe, conservé à la section de la musique de la Bibliothèque royale de Belgique, est une source documentaire fondamentale pour l'étude de la vie et de l'œuvre du musicien, avec près de 700 lettres et partitions autographes, plus de 1 000 partitions et ouvrages imprimés, une abondante documentation iconographique ainsi qu'une cinquantaine de disques 78 et 33 tours et 4 bobines de film. Les collections de l'institution rassemblent d'autres sources ayant trait à Ysaÿe en dehors de ce fonds, comme la partition d'orchestre autographe de Poème nocturne déposée par la Fondation Roi Baudouin. Un bel ensemble de partitions manuscrites et imprimées, de lettres et de photos est également conservé à la Juilliard School de New York, dans les fonds Viola Mitchell, Louis Persinger et Jeannette Dincin. La bibliothèque du Conservatoire royal de musique de Liège possède également un important lot de manuscrits divers dont l'inventaire est accessible par son catalogue en ligne.

## Mémoire
- Médaille d'Armand Bonnetain, 1922[20]
- Buste de Louis Dupont à Liège dans le jardin public du boulevard Piercot
- Plusieurs rues portent son nom, entre autres à Liège, à Anderlecht, à Godinne, à Hal, à Houffalize et à Arlon, où il s'est marié.
- L'astéroïde (15363) Ysaÿe porte également son nom.

## Distinctions
- Grand officier de l'ordre de Léopold
- Commandeur de la Légion d'honneur (en 1929)
- Grand officier de l'ordre du Nil
- Commandeur de l'ordre de la Couronne d'Italie
- Officier d'académie
- Chevalier de l'ordre de la Couronne de chêne
- Grand officier de l'ordre de Wasa
- Grand officier de l'ordre du Danebrog
- Commandeur de l'ordre du Christ du Portugal
- Commandeur de la Couronne de Roumanie
- Commandeur de l'ordre d'Isabelle la Catholique

## Notes et références

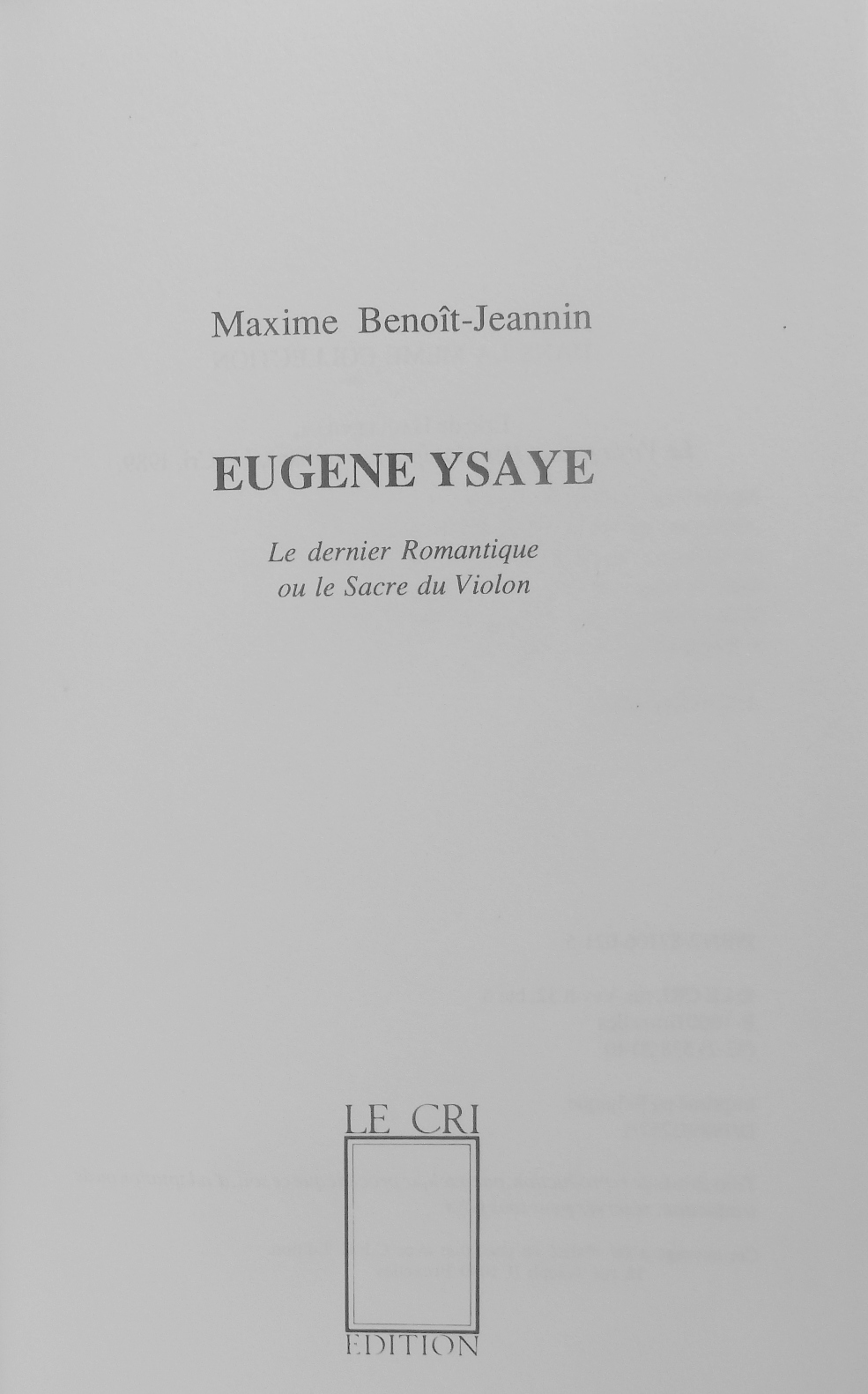
Maxime-Benoît Jeannin
Eugène Ysaÿe : Le dernier romantique ou Le sacre du violon (page de titre)

#### Bases de données et dictionnaires
- Ressources relatives à la musique :   - International Music Score Library Project
  - AllMusic
  - Carnegie Hall
  - Discography of American Historical Recordings
  - Discogs
  - Grove Music Online
  - MusicBrainz
  - Musopen
  - Muziekweb
  - Répertoire international des sources musicales
  - VGMDb
- Ressources relatives au spectacle :   - Les Archives du spectacle
  - Kunstenpunt
- Ressource relative aux beaux-arts :   - National Portrait Gallery
- Ressource relative à plusieurs domaines :   - Radio France
- Ressource relative à l'audiovisuel :   - IMDb
- Notices dans des dictionnaires ou encyclopédies généralistes :   - Biographie nationale de Belgique
  - Britannica
  - Brockhaus
  - Deutsche Biographie
  - Dictionnaire des Wallons
  - Enciclopedia De Agostini
  - Gran Enciclopèdia Catalana
  - Hrvatska Enciklopedija
  - Internetowa encyklopedia PWN
  - Nationalencyklopedin
  - Store norske leksikon
  - Treccani
  - Universalis
  - Visuotinė lietuvių enciklopedija
- Notices d'autorité :   - VIAF
  - ISNI
  - BnF (données)
  - IdRef
  - LCCN
  - GND
  - Italie
  - Japon
  - CiNii
  - Espagne
  - Belgique
  - Pays-Bas
  - Pologne
  - Israël
  - NUKAT
  - Suède
  - Australie
  - Norvège